# Leucophenga striatipennis
Leucophenga striatipennis är en tvåvingeart som beskrevs av Toyohi Okada 1989. Leucophenga striatipennis ingår i släktet Leucophenga och familjen daggflugor. Inga underarter finns listade i Catalogue of Life.